# Barlinek
Barlinek [bar'ljinɛk] (deutsch Berlinchen) ist eine Kleinstadt im Powiat Myśliborski (Soldiner Kreis) der polnischen Woiwodschaft Westpommern. Sie ist Sitz der gleichnamigen Stadt-und-Land-Gemeinde mit 19.220 Einwohnern (Stand 31. Dezember 2020).

## Geographische Lage
Der Ort liegt in der Neumark am Nordufer des Berlinchener Sees (Nipperwitzsee) im Tal des Flusses Płonia (Plöne) in einer Hügel- und Seenlandschaft südöstlich der Stadt Stettin. Die nächstgelegene größere Stadt, Gorzów Wielkopolski (Landsberg an der Warthe), befindet sich 30 Kilometer weiter südlich.

## Geschichte

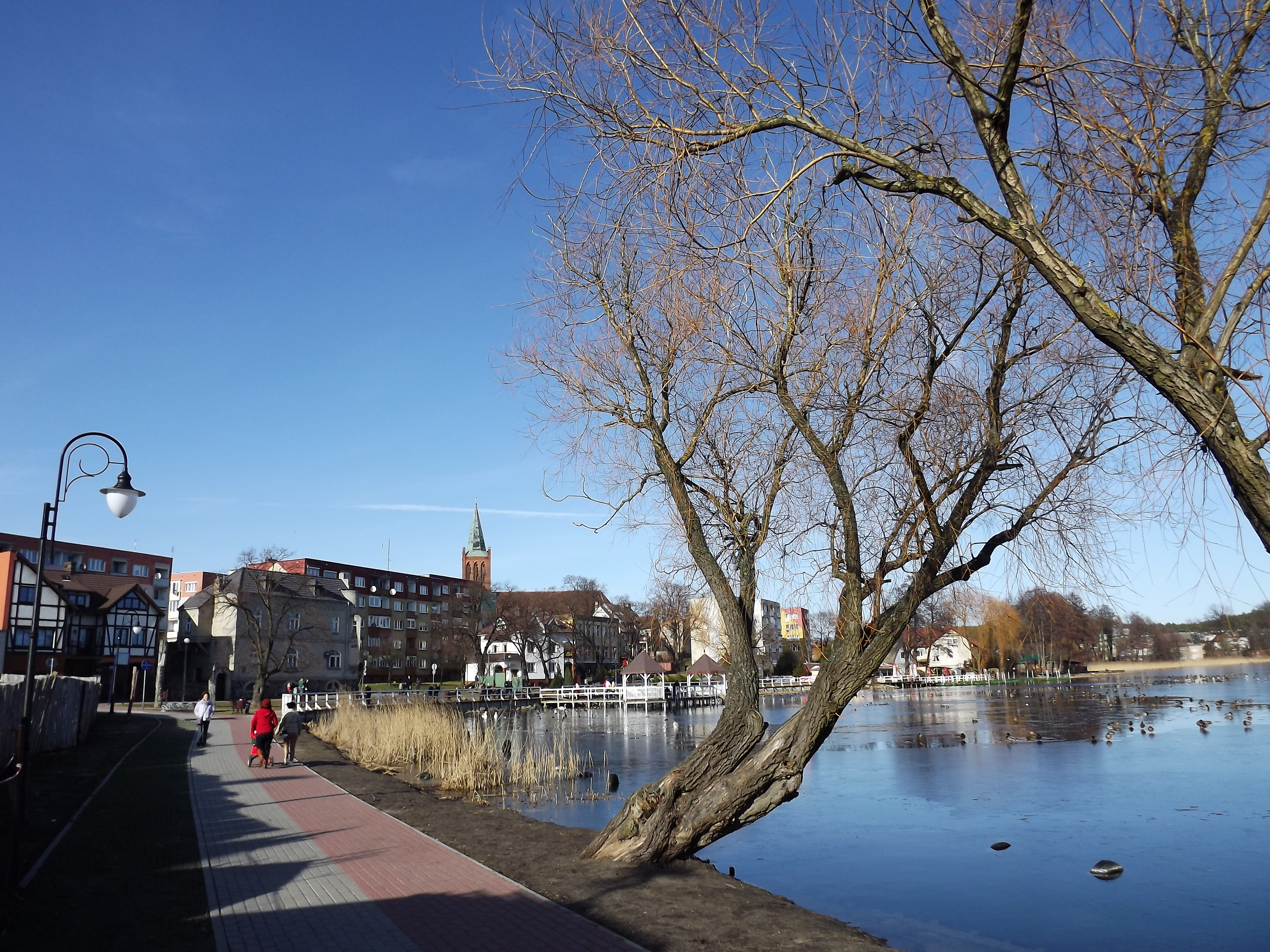
Stadtpanorama am Berlinchener See

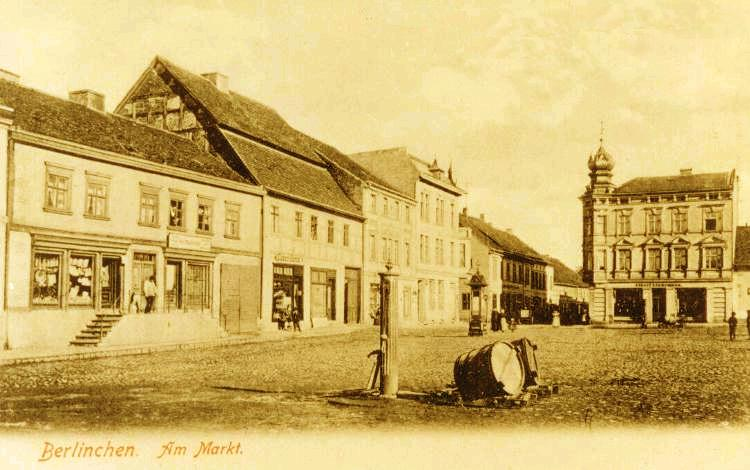
Marktplatz von Berlinchen um 1900

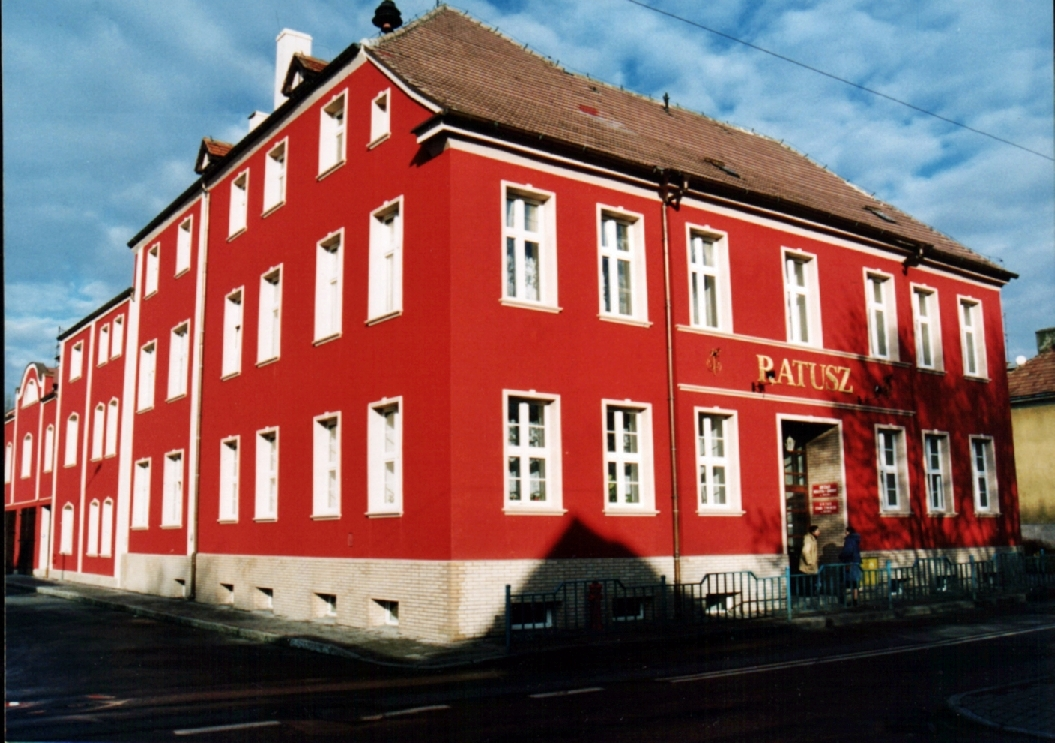
Rathaus von Barlinek

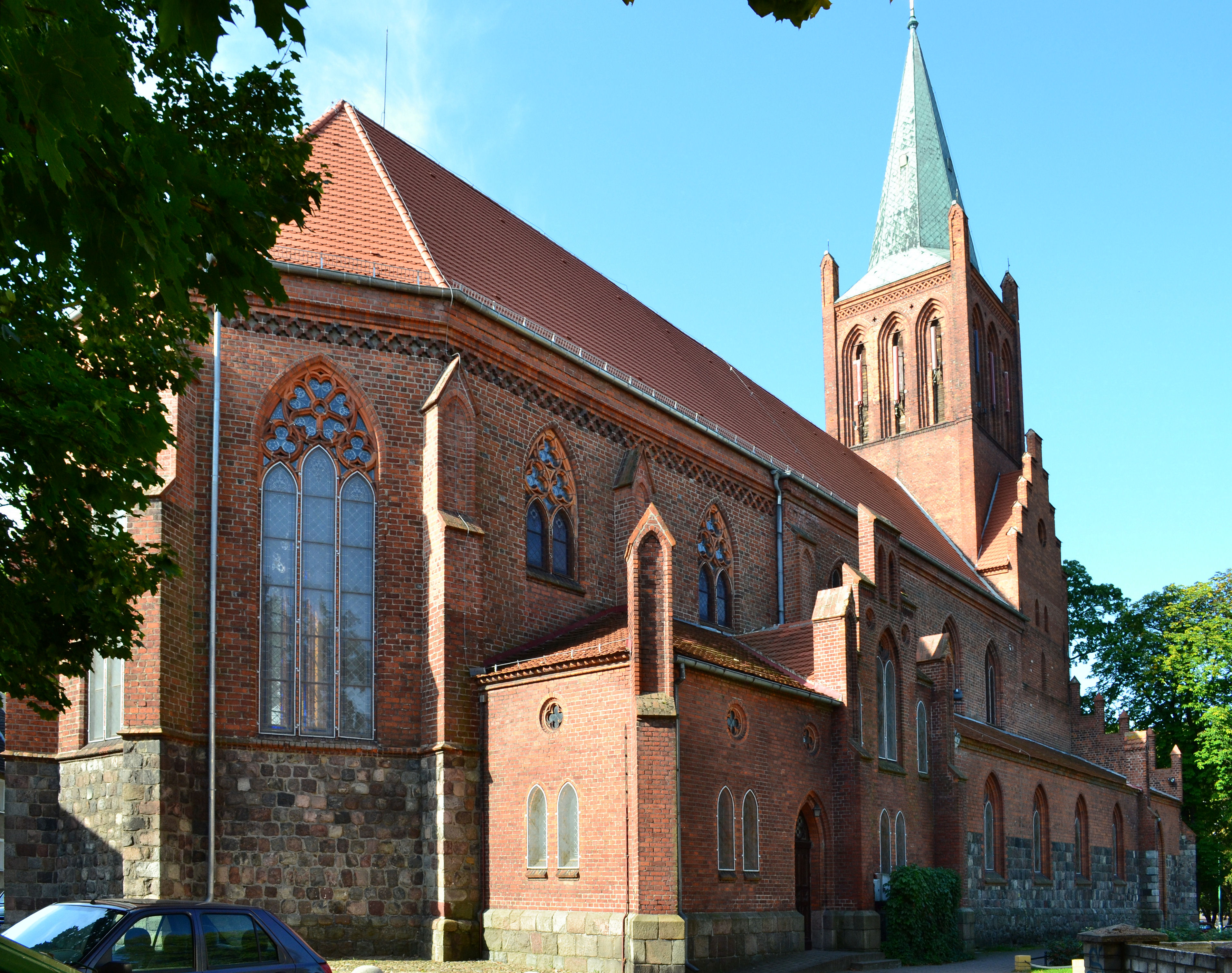
Marienkirche, bis 1945 evangelisch

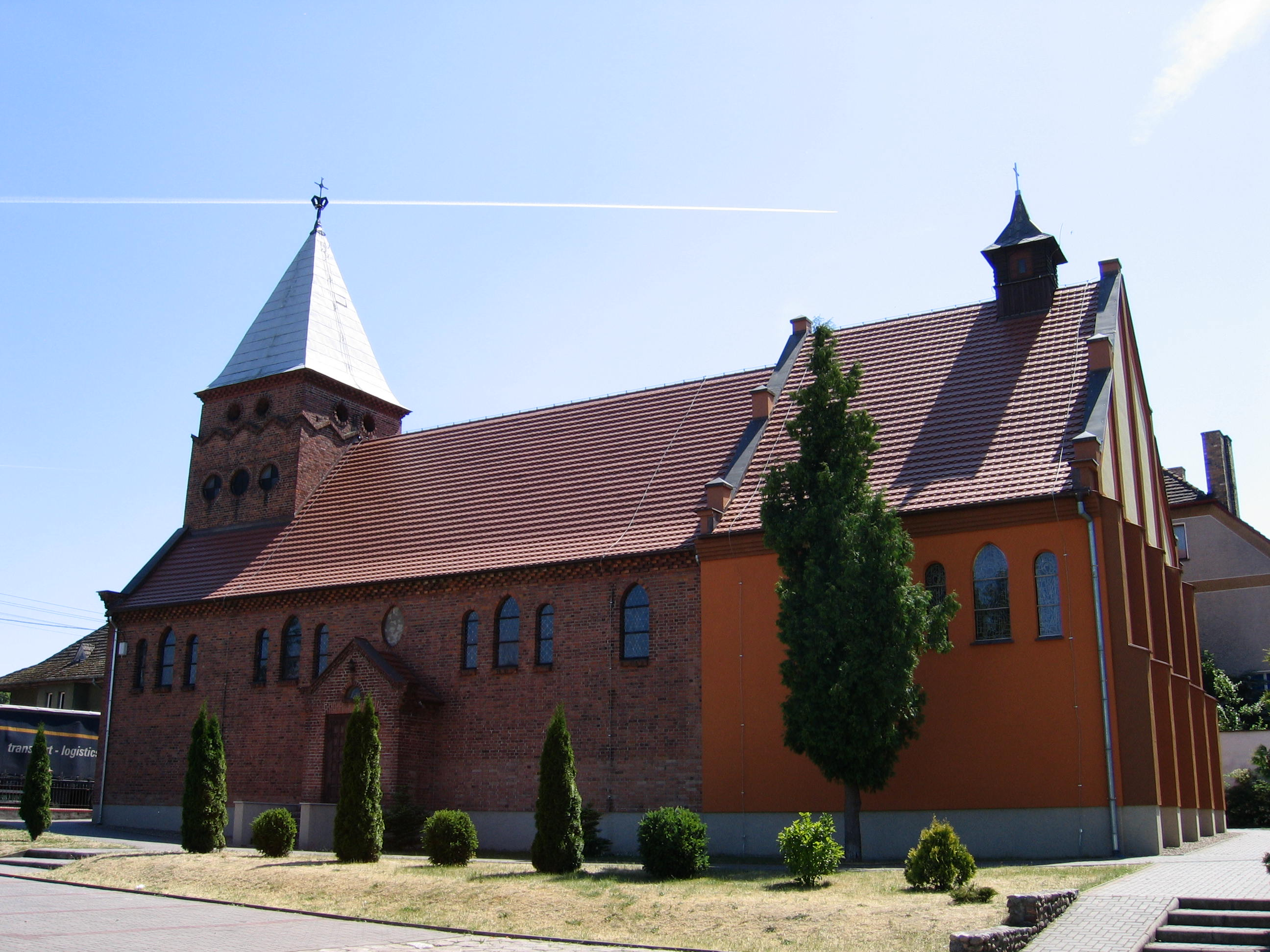
St.-Bonifatius-Kirche

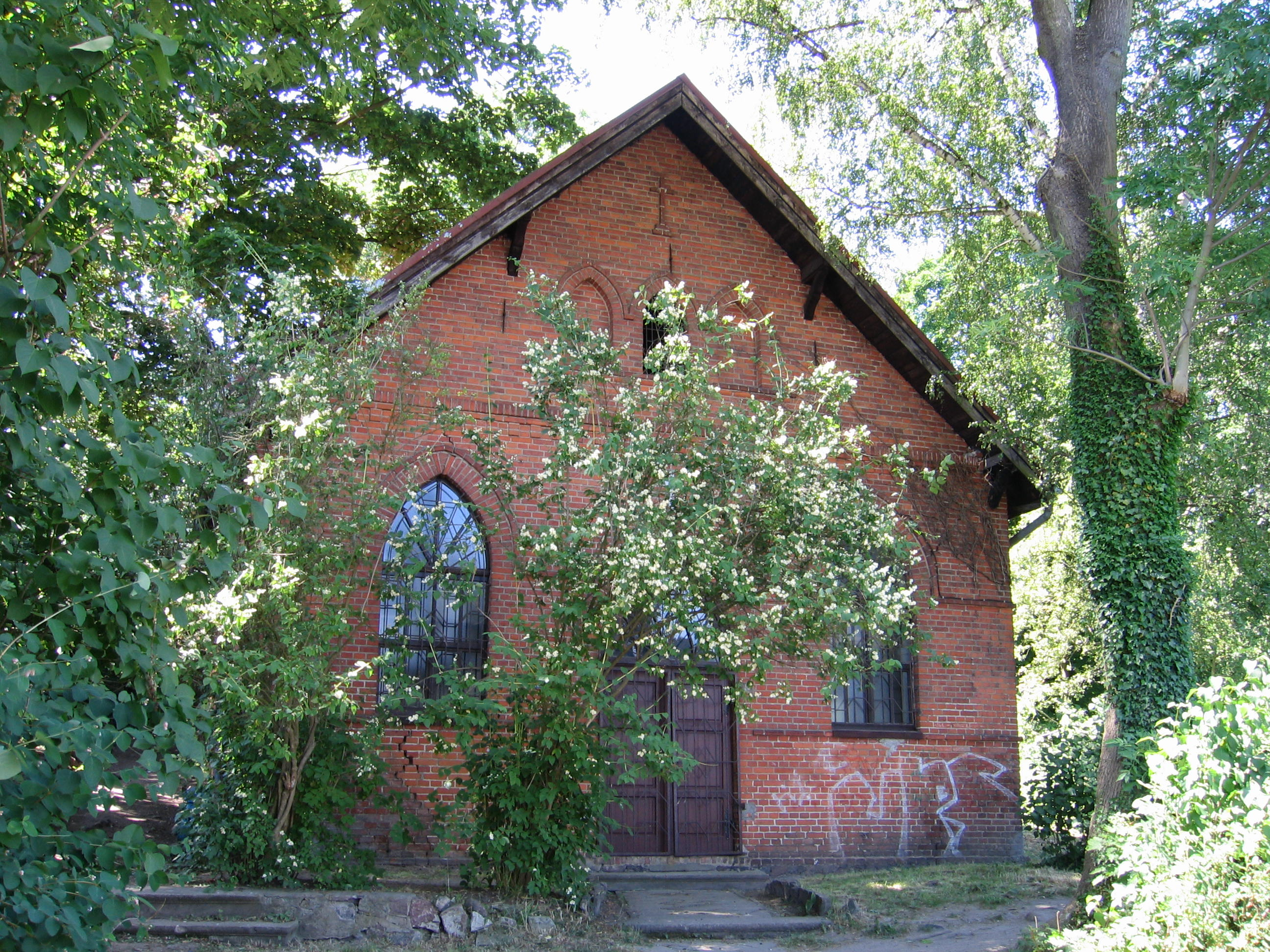
Orthodoxe Kirche

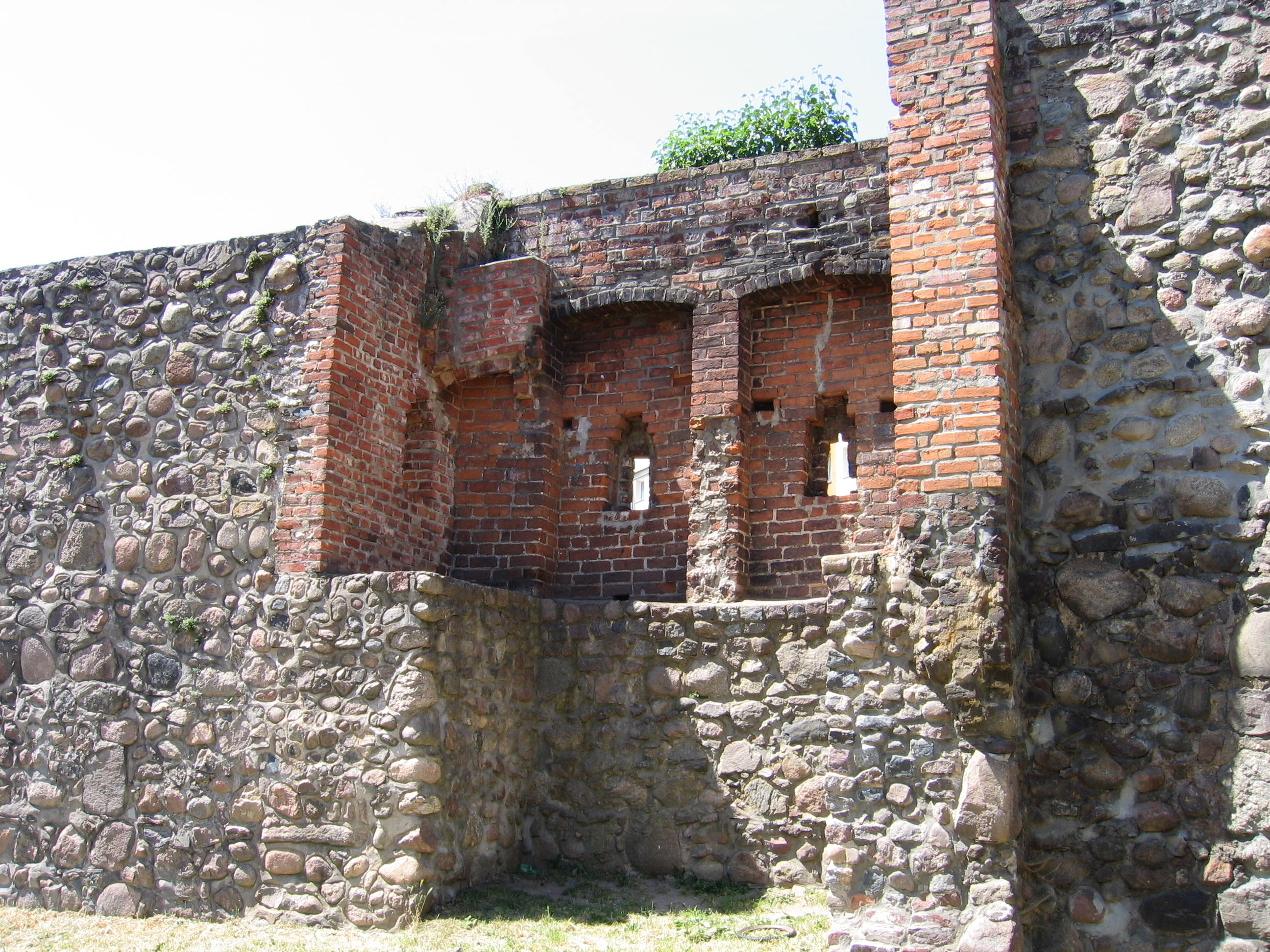
Reste der mittelalterlichen Stadtmauer

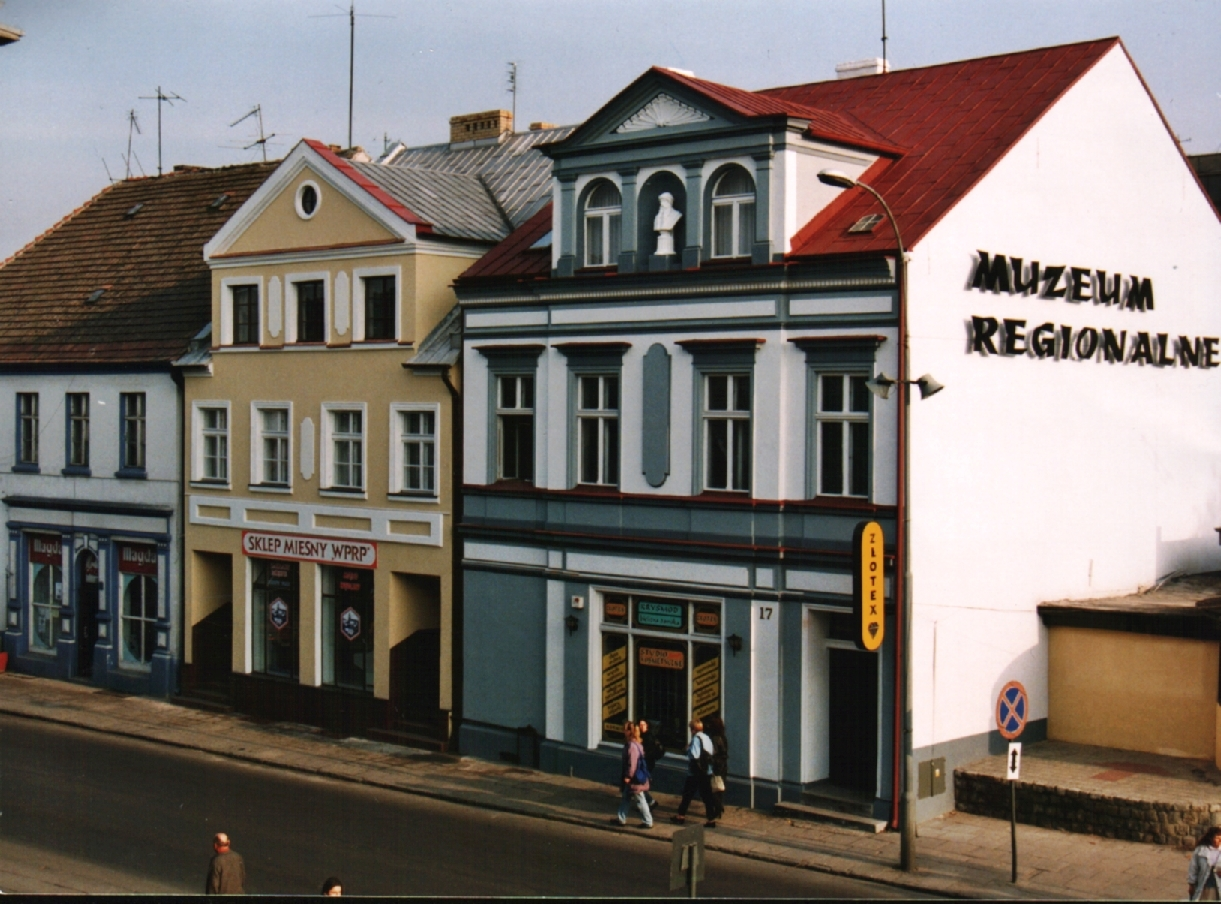
Regionalmuseum

Das Wappen der Stadt ist der brandenburgische Rote Adler.
Dass Berlinchen seinen Namen Berliner Fischern verdankt, die sich im 13. Jahrhundert an der Plöne niederließen und ihrer Siedlung einen Namen im Gedenken an ihre alte Heimat gaben, ist wohl nur eine Legende. Nachgewiesen ist, dass an der engsten Stelle des Plönetals um 1270 der Müller Heinrich Toyte eine Mühle betrieb, die sich im Besitz der brandenburgischen Markgrafen Otto und Albrecht befand. Die Markgrafen waren bestrebt, das von ihnen erst vor kurzem in Besitz genommene Gebiet, die Neumark, gegen die nördlichen Konkurrenten, die pommerschen Herzöge, zu sichern. Dies geschah unter anderem durch eine konsequente Siedlungsoffensive. Da die Mühle im Plönetal nahe der pommerschen Grenze lag, beauftragten sie den Müller Toyte mit der Urkunde vom 25. Januar 1278 mit der Gründung der Stadt „Neu Berlyn“ und überließen ihm gleichzeitig ein Drittel aller Einnahmen der künftigen Stadt. Die Stadt war vor allem als Gegenpol zur nur wenige Kilometer nördlich gelegenen pommerschen Burg Bernstein ausersehen. Diese Aufgabe hatte sich jedoch bald erledigt, denn schon 1280 eroberten die Brandenburger Bernstein. Es galt künftig nur noch, den strategisch wichtigen Plöneübergang zu sichern, deshalb wurde Anfang des 14. Jahrhunderts eine steinerne Befestigungsanlage errichtet. Wann die Stadt den Namen Berlinchen annahm, ist nicht überliefert.
Im Jahre 1348 verlieh Markgraf Ludwig den Bürgern der Stadt die Holzgerechtsame in der Landsberger Heide. Bis 1859 durften sie demzufolge kostenlos Bauholz beziehen. Ein großer Brand legte 1499 fast die gesamte Stadt in Asche. Im Dreißigjährigen Krieg hatte Berlinchen schwer zu leiden. An einer wichtigen West-Ost-Verbindung gelegen, war die Stadt fast ständig von einer Kriegspartei besetzt, denen sie Abgaben zu leisten hatte und von denen sie auch in anderer Weise geplündert wurde. Hinzu kamen die Pestepidemien der Jahre 1626 und 1631, sodass am Ende des Krieges von ehemals 206 Häusern nur noch 108 bewohnt waren. 1665 und 1672 brachen nochmals Brände aus, die schwere Schäden anrichteten und zum Beispiel die Kirche und das Rathaus vernichteten.
Hatten sich die brandenburgischen Herrscher in den letzten Jahrhunderten wenig um die Weiterentwicklung der Neumark gekümmert, so wendete sich die Lage nach Gründung des Königreichs Preußen 1701 zum Positiven. Ein neues Siedlungsprogramm brachte auch für Berlinchen einen Zuwachs an Einwohnern und mit der Etablierung des Tuchmacherhandwerks eine neue Lebensgrundlage. 1713 wurden regelmäßige Wochenmärkte eingeführt. Schließlich profitierte die Stadt auch von dem Trockenlegungsprogramm für den Warthe- und Netzebruch, das Friedrich der Große 1770 veranlasste. Der Fortschritt ist an den steigenden Bevölkerungszahlen abzulesen. Von weniger als 1000 Einwohnern zu Beginn des Jahrhunderts wuchs die Bevölkerung bis 1790 auf 1700 Menschen.
Rückschläge erlitt Berlinchen durch den Siebenjährigen Krieg, der eine längere Besetzung durch russische Truppen mit sich brachte, und durch die napoleonischen Kriege Anfang des 19. Jahrhunderts, als die Stadt zur Durchmarschstation der Franzosen wurde. Mit der politischen Stabilisierung nach dem Wiener Kongress von 1815 konnte sich Berlinchen schnell wieder erholen und wies schon bald ein reges Handwerkstreiben aus, für das über 200 Meister zumeist aus dem Brauerei- und Tuchmachergewerbe sorgten. Auch Seidenraupenzucht wurde betrieben. Im Jahr 1821 gab es in der Stadt eine Tuchfabrik und eine Papiermühle.  Berlinchen begann zu einem beliebten Erholungsort für bürgerlicher Berliner Familien und insbesondere Oberschüler zu werden. Für weiteren Fortschritt sorgten 1860 der Ausbau der Straßenverbindung nach Landsberg und 1893 die Eröffnung der Eisenbahnlinie Soldin–Arnswalde.
Zu Beginn des 20. Jahrhunderts wurde eine öffentliche Wasserleitung und Kanalisation verlegt, ab 1920 sind die Einwohner mit Gas und Elektrizität versorgt. Die Stadt hatte sich inzwischen von einer unbedeutenden Ackerbürgerstadt zu einem regionalen Handels- und Industriezentrum entwickelt und war 1921 mit 5896 Einwohnern neben der Kreisstadt Soldin zweitgrößte Stadt im Landkreis. Nachdem Berlinchen wegen seiner landschaftlich reizvollen Lage auch vom aufstrebenden Fremdenverkehr entdeckt wurde, konnte es sich bald mit dem Titel „Perle der Neumark“ schmücken. Bis 1939 erhöhte sich die Einwohnerzahl nochmals auf 7603.
Bis 1945 gehörte Berlinchen zum Landkreis Soldin in der Provinz Brandenburg und war Sitz des Amtsgerichtes Berlinchen.
Gegen Ende des Zweiten Weltkriegs erfolgte im Frühjahr 1945 die Besetzung der Region durch die Rote Armee. Nach Kriegsende wurde Berlinchen gemäß dem Potsdamer Abkommen unter polnische Verwaltung gestellt. Anschließend wurde die Stadt in Barlinek umbenannt. Unter der polnischen Administration wurde anschließend die einheimischen Bevölkerung vertrieben und durch Polen ersetzt.

## Sehenswürdigkeiten
- Kirche des Unbefleckten Herzens der Heiligen Jungfrau Maria, erbaut im 15. Jahrhundert im gotischen Stil, aus dieser Zeit stammt das Hauptportal. Reste eines älteren Gebäudes aus dem 13. Jahrhundert sind Granitsteine im Kirchenschiff und im unteren Teil des Turms. Das Gebäude wurde mehrmals umgebaut und erhielt seine heutige Form als dreischiffige Basilika im 19. Jahrhundert. Von der Reformation bis 1945 evangelisch, ist die Kirche seitdem katholisch.
- Die katholische St.-Bonifatius-Kirche wurde 1923 von dem Architekten Wilhelm Fahlbusch teilweise aus den Opfern polnischer Landarbeiter und aus Mitteln des Bonifatiusvereins errichtet und am 19. November 1923 geweiht. 1993 wurde die Kirche um einen Chor auf der Westseite erweitert.
- Die Orthodoxe Kirche Mariä Entschlafung wurde im 19. Jahrhundert im neugotischen Stil für die katholisch-apostolische Gemeinde errichtet und 1947 der orthodoxen Gemeinde übergeben.
- Von der im 14. und 15. Jahrhundert erbauten Stadtmauer sind Reste erhalten.
- Das Regionalmuseum Barlinek präsentiert die Dauerausstellungen: Biographie der Person des in Berlinchen geborenen Schachweltmeisters Emanuel Lasker sowie seiner Familie, archäologische und ethnografische Sammlungen sowie Stadtgeschichte.

## Demographie
| Jahr | Einwohner | Anmerkungen                                                                                   |
| ---- | --------- | --------------------------------------------------------------------------------------------- |
| 1719 | –         | 142 Häuser mit Ziegeldach, 54 Häuser mit Strohdach und elf wüste Stellen                      |
| 1750 | 1653      | [ 7 ] [ 5 ]                                                                                   |
| 1800 | 1834      | in 267 Wohnhäusern (304 Militärpersonen)                                                      |
| 1802 | 1888      | [ 3 ]                                                                                         |
| 1810 | 1843      | [ 3 ]                                                                                         |
| 1816 | 2053      | davon 1946 Evangelische, acht Katholiken und 99 Juden (vier Schullehrer und -lehrerinnen)     |
| 1821 | 2462      | in 267 Privatwohnhäusern                                                                      |
| 1842 | 3369      | in 405 Häusern                                                                                |
| 1850 | 4322      | in 401 Wohnhäusern (vier Militärpersonen)                                                     |
| 1855 | 4334      | darunter 14 Katholiken und 148 Juden, die eine eigene Synagoge besitzen                       |
| 1867 | 4826      | am 3. Dezember                                                                                |
| 1871 | 4756      | am 1. Dezember, davon 4495 Evangelische, 118 Katholiken, fünf sonstige Christen und 138 Juden |
| 1875 | 4744      | [ 9 ]                                                                                         |
| 1880 | 4973      | [ 9 ]                                                                                         |
| 1890 | 5405      | davon 26 Katholiken und 99 Juden                                                              |
| 1900 | 5735      | meist Evangelische                                                                            |
| 1910 | 6194      | am 1. Dezember                                                                                |
| 1933 | 7621      | [ 9 ]                                                                                         |
| 1939 | 7603      | [ 9 ]                                                                                         |

| Jahr | Einwohner | Anmerkungen     |
| ---- | --------- | --------------- |
| 2020 | 13.611    | am 31. Dezember |

## Gemeinde
Zur Stadt-und-Land-Gemeinde (gmina miejsko-wiejska) Barlinek gehören die Stadt selbst und 20 Dörfer mit Schulzenämtern.

## Städtepartnerschaften
- Courrières (Frankreich)
- Gryfino (Polen)
- Prenzlau (Deutschland, Brandenburg)
- Schneverdingen (Deutschland, Niedersachsen)[12]

## Verkehr
Gorzów Wielkopolski (Landsberg an der Warthe), die nächstgrößere Stadt, befindet sich 30 Kilometer südlich und ist über die Woiwodschaftsstraße DW151 (droga wojewódzka 151) zu erreichen. Über die DW156 gelangt man nach Lipiany (Lippehne) bzw. nach Strzelce Krajeńskie (Friedeberg Nm.).
Seit Schließung der Bahnstrecke von Choszczno (Arnswalde) nach Głazów (Glasow) besteht kein Bahnanschluss mehr.

## Bürgermeister
- 1828–1856: Karl Friedrich August Bröse

## Persönlichkeiten

### Söhne und Töchter der Stadt
- Johann Gottfried Hempel (1752–1817), deutscher Mediziner, Pharmazeut und Fabrikant
- Bertold Lasker (1860–1928), deutscher Schachmeister, Arzt und Schriftsteller
- Emanuel Lasker (1868–1941), deutscher Schachweltmeister
- Wilhelm Karl Robra (1876–1945), deutscher Bildhauer
- Otto Müller (1878–nach 1945), deutscher Jurist, Senatspräsident am Reichsgericht
- Bruno Jablonsky (1892–1978), deutscher Luftfahrtpionier und britischer Unternehmer
- Paul Michligk (1899–1978), deutscher Organisations- und Werbefachmann, Experte für das Betriebliche Vorschlagswesen
- Fritz Otto Hermann Schulz (1890– nicht ermittelt), deutscher Journalist, völkisch-antisemitischer Publizist und Schriftsteller
- Gerhard Isbary (1909–1968), deutscher Geograph, Raum- und Regionalplaner
- Gerd Lobin (1925–2008), deutscher Journalist und Schriftsteller
- Günter Wieske (1925–2020), deutscher evangelischer Theologe und Autor
- Wolf Krötke (1938–2023), deutscher evangelischer Theologe
- Albrecht Graf Matuschka (* 1944), deutscher Finanzdienstleister und Unternehmer
- Józef Pilarz (1956–2008), polnischer Politiker und Sejm-Abgeordneter
- Marcin Matkowski (* 1981), polnischer Tennisspieler

### Mit der Stadt verbunden
- Johann Eitel von Brandt (~1695–1761), preußischer Landrat wohnte als Landrat des Kreises Soldin in Berlinchen

## Genealogische Informationen
- Ortsfamilienbuch (Online-OFB) 'Stadt Berlinchen', verfasst von Steffan Bruns
- Berlinchen. In: wiki.genealogy.net. Abgerufen am 2. April 2025.